# Sedum oxypetalum
Sedum oxypetalum, también conocida como jiote o copalito, es una especie de arbusto de la familia de las crasuláceas, nativa de México.

## Descripción, distribución y hábitat

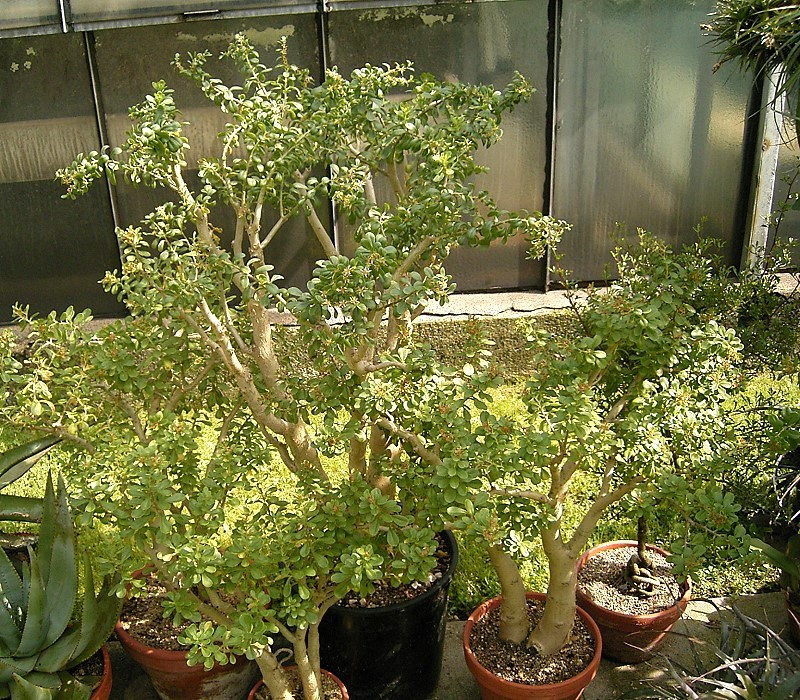
Vista de la planta

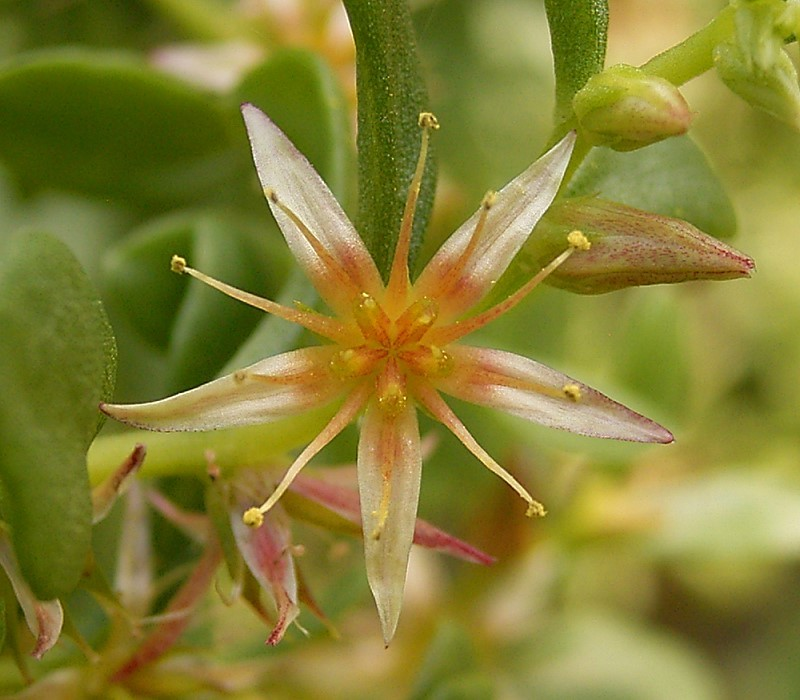
Detalle de la flor

Sedum oxypetalum es —junto con su pariente cercano Sedum frutescens y un puñado de especies más— de los únicos miembros de porte arborescente de la familia Crassulaceae. Se trata de un arbusto de 0.5 a 1 m de alto. El tronco único o dividido es suculento y marrón-grisáceo, amarillento durante el estado vegetativo (estación seca), con corteza exfoliante. Las ramas grisáceas son arrugadas y papilosas. Las hojas son alternas, glabras, oblanceoladas a obovadas, de ápice redondeado o emarginado, caducas después de la floración. La inflorescencia es una cima terminal de flores generalmente pentámeras, de pétalos rojizos a blanquecinos, con filamentos rosados y anteras rojas, rosadas o amarillentas. El fruto es un folículo con numerosas semillas marronas de alrededor de 1 mm de largo.
Sedum oxypetalum es una planta endémica del Eje Neovolcánico de México. Se distribuye sobre afloramientos rocosos en matorrales, bosques mixtos y de coníferas, entre los 2300 y los 3200 m s. n. m. En particular, ha encontrado un nicho en el derrame volcánico del volcán Xitle, al sur de la Ciudad de México, donde prospera al lado de otras especies localmente abundantes como Pittocaulon praecox (palo loco), Buddleja cordata (tepozán), Dodonaea viscosa (chapulixtle) y Wigandia urens (ortiga o chichicastle).

## Importancia
Sedum oxypetalum es una planta de importancia ecológica, ya que crece en sitios perturbados y adopta un papel de facilitador ecológico, fomentando la regeneración de espacios naturales así como la biodiversidad.
El copalito encuentra usos en la medicina tradicional de México. En el Estado de México se registra como remedio casero contra la periodontitis y para fortalecer los dientes. Un estudio ha confirmado su capacidad para regenerar tejidos mineralizados.
El nombre común de "copalito" se refiere a que la corteza se desprende del tronco, por lo cual la especie puede confundirse con los copales —Bursera sp. (Burseraceae)—, sobre todo en la mitad seca del año, cuando no presenta hojas.

## Taxonomía
Sedum oxypetalum fue descrita en 1823 por Carl Sigismund Kunth en Nova Genera et Species Plantarum (quarto ed.) 6: 45.

### Etimología
Sedum: nombre genérico del latín que, en épocas romanas, designaba ciertas especies de la familia Crassulaceae (Sempervivum tectorum, Sedum album y Sedum acre), y usado, entre otros, por Plinio el Viejo en su Historia Naturalis (18, 159).
oxypetalum: epíteto de origen griego que significa "con pétalos puntiagudos".

### Sinonimia
- Sedum arborescens Sessé & Moc.
- Sedum peregrinum Sessé & Moc.[9]